# Wockerath
Wockerath ist ein ländlicher Ortsteil der Stadt Erkelenz im Kreis Heinsberg in Nordrhein-Westfalen. Das Dorf liegt ca. 2 km im Osten von Erkelenz abseits der Hauptverkehrswege.

## Geographie
Wockerath liegt in der Erkelenzer Börde.

### Lage
Im Westen liegt zwischen Dorf und Stadt die Autobahn A 46. Im Norden liegt Terheeg, im Süden Kückhoven, im Südosten Bellinghoven.

### Geologie
Eine mächtige Schicht Löss aus dem Quartär steht an der Oberfläche an.
Braunkohle aus dem Tertiär liegt im Untergrund. Deshalb sollte ursprünglich auch Wockerath dem Tagebau Garzweiler II weichen und umgesiedelt werden.

### Gewässer
Das Wockerather Fließ verläuft nördlich des Dorfes, sammelt das Oberflächenwasser, vor allem der Feldflur, nimmt das Bellinghovener Fließ südöstlich von Kaulhausen auf und mündet in die Niers in Unterwestrich. Es handelt sich nicht um ein dauernd fließendes Gewässer.

### Siedlungsform
Wockerath ist ein zweizeiliges Straßendorf.

## Geschichte
In der Feldflur südlich von dem Ort wurden römische Ziegel und Keramiken gefunden, die letzten Zeugnisse einer villa rustica.
Im Jahre 1309 wurde der Ort erstmals als Wukeroide in einer Urkunde erwähnt. Wockerath ist eines der Dörfer um Erkelenz, die zum geldrischen Amt Erkelenz gehörten. Das Aachener Marienstift, der mittelalterliche Grundherr in Erkelenz, besaß Bauernhöfe im Dorf.
Bis zum 19. Jahrhundert führte der Kölner Heerweg am Dorf vorbei. Dieser Weg war die wichtigste Verbindung zwischen Köln, Erkelenz und dem niederländischen Roermond. Heute ist er als Feldweg abschnittsweise erhalten.
Am 26. Februar 1945 wurde das Dorf von amerikanischen Soldaten der 102. Infanteriedivision der 9. US-Armee im Zuge der Operation Grenade eingenommen.

### Ortsnamen
Wockerath gehört zur Gruppe der Rodungsnamen und wurde im 9. und 10. Jahrhundert gegründet.
Im Ortsnamen ist vermutlich der Personennamen Woco, Wuco enthalten.

### Religion
Die Bevölkerung ist mehrheitlich katholisch. Gelegen in der Erkelenzer Pfarre St. Lambertus, gehört sie zur Kapellengemeinde Terheeg.

## Sehenswürdigkeiten

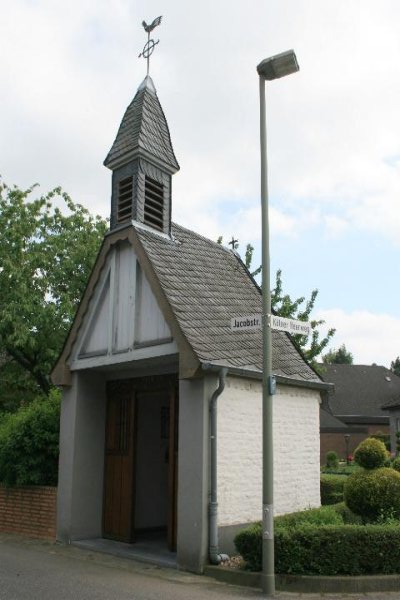
Kapelle St. Jacobus, erbaut 1609

- St.-Jacobus-Kapelle: In der kleinen, weiß verschlämmten Kapelle aus dem Jahre 1706 stehen zwei alte Holzstatuen. Die erste stellt den St. Jacobus dar. Die dargestellte weibliche Person der zweiten Statue ist strittig. Im Ort wird sie als St. Anna verehrt. Es könnte aber auch die St. Odilia sein und aus dem aufgelösten Kloster Hohenbusch, wo sie besonders verehrt wurde, stammen.
- Alte Bauernhöfe

## Verkehr
Die AVV-Buslinien EK1 und EK3 der WestVerkehr verbinden Wockerath wochentags mit Erkelenz, Keyenberg und Holzweiler.
Zudem verkehrt der Multi-Bus seit dem 9. Juni 2024 kreisweit erweitert und zu einheitlichen Bedienzeiten. Mehr Informationen gibt es bei WestVerkehr.
| Linie | Verlauf |
| ----- | --- |
| EK1   | (Erkelenz ZOB →) Erkelenz Bf → Wockerath → Terheeg → Venrath → Kuckum → (Berverath →) Unterwestrich → Abzw. Oberwestrich → Keyenberg → Holzweiler → Kückhoven → Immerath (neu) → Bellinghoven → Erkelenz Bf (→ Erkelenz ZOB) |
| EK3   | (Erkelenz ZOB →) Erkelenz Bf → Bellinghoven → Immerath (neu) → Kückhoven → Holzweiler → Kückhoven → Immerath (neu) → Bellinghoven → Erkelenz Bf (→ Erkelenz ZOB)                                                             |

## Persönlichkeiten
- Goswin von Wockeraid war von 1529 bis 1555 Pfarrer der Kirche St. Lambertus in Erkelenz. Nachdem 1540 in Erkelenz ein Brand fast die ganze Stadt vernichtete, war auch das Dach der Kirche zerstört. Als der Patronatsherr, das Marienstift in Aachen sich weigerte ausreichende Gelder zur Reparatur zur Verfügung zu stellen, bat Goswin von Wockerath Kaiser Karl V. auf dem Landtag in Nijmegen erfolgreich um Unterstützung. Nach diesem Priester wurde in Erkelenz im 20. Jahrhundert die Goswinstraße benannt.
- Conrad Ohoven (* 19. Februar 1740 in Wockerath; † 4. Januar 1806 in Wockerath) war der letzte Prior des Kreuzherrenklosters Hohenbusch. Nach der Aufhebung des Klosters im Jahre 1802 kehrte er in sein Elternhaus nach Wockerath zurück.